# Schlacht an der Agger

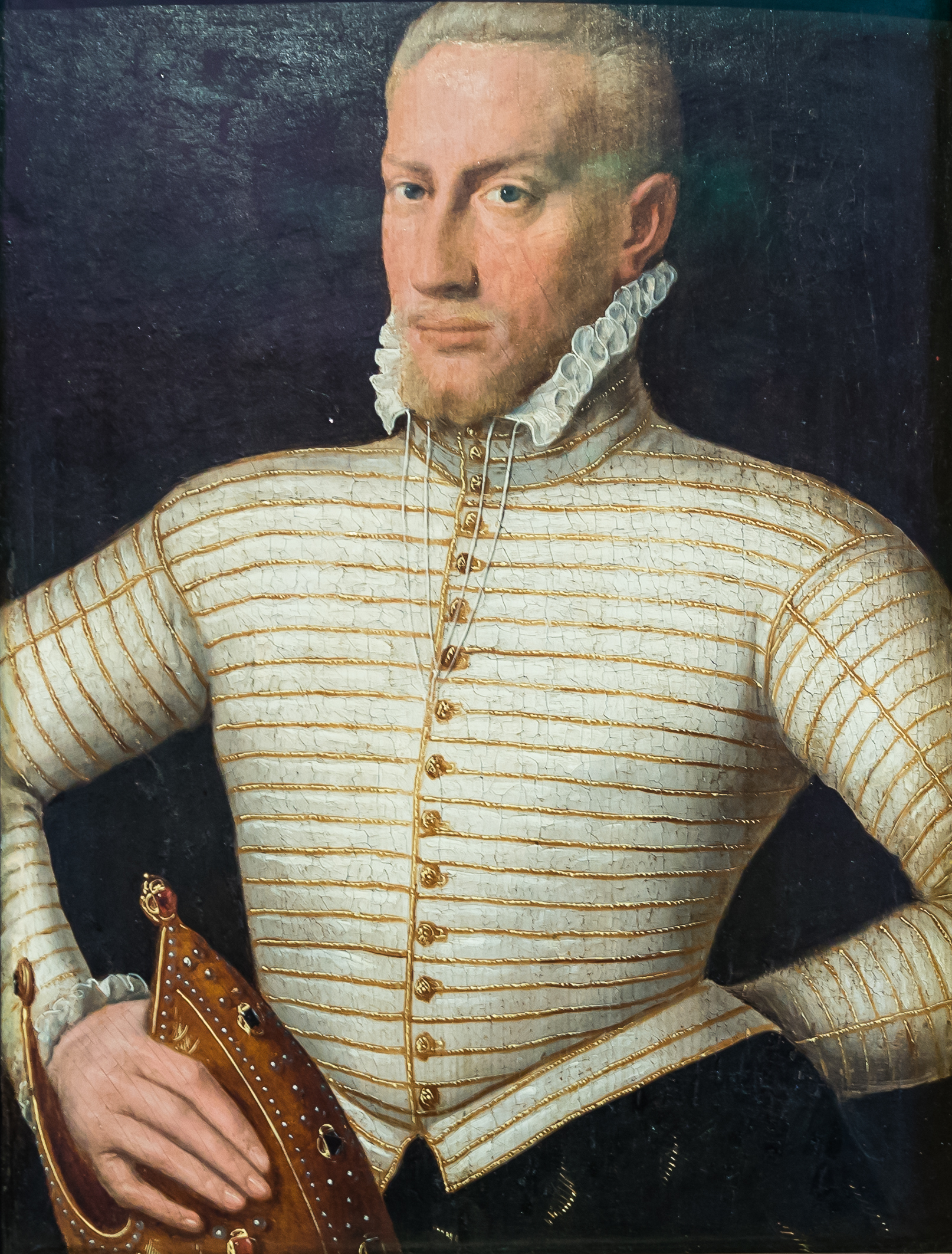
Gebhard von Waldburg-Trauchburg, Truchsess von Waldburg

Die Schlacht an der Agger fand am 2. Januar 1584 innerhalb des Truchsessischen Krieges statt.
5000 Söldner unter Eitel Heinrich von Kirchberg, einem illegitimen Sohn Heinrichs II. von Braunschweig-Wolfenbüttel, und Adolf von Neuenahr zogen durch das Aggertal und über Bensberg zum Entsatz der belagerten Stadt Bonn. Herzog Ferdinand von Bayern zog ihnen mit starken spanischen und bayrischen Truppen entgegen und legte an der Agger zwischen Brückberg und Lohmar einen Hinterhalt.
Die Hauptstreitmacht, verstärkt durch Landschützen, verbarg sich im Lohmarer Wald, andere Einheiten verschanzten sich auf dem Brückberg und die Brücke wurde gelockert. Durch einen Flankenangriff während der Aggerüberquerung stürzte die Brücke ein, die Verbündeten von Gebhard Truchsess von Waldburg wurden durch den Hochwasser führenden Fluss getrennt und mit hohen Verlusten geschlagen. Herzog Ferdinand von Bayern erbeutete 45 Wagen mit Proviant und Waffen.
Infolgedessen musste Bonn am 2. Februar 1584 kapitulieren und Gebhard Truchsess von Waldburg zog sich in die Niederlande zurück.